# Enterprise Investors
Enterprise Investors (EI) este cea mai veche și una dintre cele mai mari companii de private equity și venture capital din Europa Centrală și de Est.
Capitalul total al celor șapte fonduri administrate de Enterprise Investors se ridică la 1,7 miliarde de euro.
Până în prezent, aceste fonduri au investit 1,3 miliarde de euro în 118 companii ce activează în diverse sectoare economice și au vândut 91 de companii generând 1,4 miliarde de euro.
Fondurile dețin în prezent investiții în 27 de companii.
Enterprise Investors are o largă experiență investițională în retail, investind până în prezent peste 270 milioane de euro în diverse lanțuri de retail.
În anul 2009, Enterprise Investors a preluat cele 67 de magazine de discount Profi, pentru 66 de milioane de euro, prin intermediul fondului de investiții Polish Enterprise Fund VI.
În martie 2010, Enterprise Investors a preluat, prin intermediul Enterprise Venture Fund I (EVF I), 56% din acțiunile companiei Smartree, pentru 3 milioane de euro.
Smartree Romania este o companie de outsourcing, salarizare și administrare de personal.